# Hoplolabis (Parilisia) fluviatilis
Hoplolabis (Parilisia) fluviatilis is een tweevleugelige uit de familie steltmuggen (Limoniidae). De soort komt voor in het Palearctisch gebied.